# Лаймон, Фрэнки
Фрэнки Ла́ймон (англ. Franklin Joseph "Frankie" Lymon, 30 сентября 1942 — 27 февраля 1968) — американский певец, наиболее известный в качестве основного вокалиста мальчишеской вокальной группы The Teenagers. В конце 1957 года, во время их второго турне по Великобритании, Фрэнки Лаймон впервые записал песню без сопровождения группы. Впоследствии их пути с группой разошлись. По отдельности ни Лаймон, ни группа The Teenagers без него былой популярности уже не добились.
28 февраля 1968 года Лаймон Фрэнки был найден мёртвым в одном из отелей Нью-Йорка. Врач констатировал смерть от передозировки героина.
В 1993 группа Frankie Lymon & The Teenagers принята в Зал славы рок-н-ролла, а в 2000 году — в Зал славы вокальных групп. Кроме того, две песни в исполнении группы Frankie Lymon & The Teenagers, — «I’m Not a Juvenile Delinquent» и «Why Do Fools Fall In Love», — входят в составленный Залом славы рок-н-ролла список 500 Songs That Shaped Rock and Roll.